# Tonga nos Jogos Olímpicos de Verão de 2016
Tonga participou dos Jogos Olímpicos de Verão de 2016, que foram realizados na cidade do Rio de Janeiro, no Brasil, entre os dias 5 e 21 de agosto de 2016.

## Atletismo
Masculino
| Atleta          | Evento     | Preliminares | Preliminares | Primeira Fase | Primeira Fase | Semifinal   | Semifinal   | Final       | Final |
| Atleta          | Evento     | Resultado    | Pos.         | Resultado     | Pos.          | Resultado   | Pos.        | Resultado   | Pos.  |
| --------------- | ---------- | ------------ | ------------ | ------------- | ------------- | ----------- | ----------- | ----------- | ----- |
| Siueni Filimone | 100 metros | 10.76        | 4º           | DNS           | DNS           | Não avançou | Não avançou | Não avançou | 70º   |

Feminino
| Atleta          | Evento     | Preliminares | Preliminares | Primeira Fase | Primeira Fase | Semifinal   | Semifinal   | Final       | Final |
| Atleta          | Evento     | Resultado    | Pos.         | Resultado     | Pos.          | Resultado   | Pos.        | Resultado   | Pos.  |
| --------------- | ---------- | ------------ | ------------ | ------------- | ------------- | ----------- | ----------- | ----------- | ----- |
| Taina Halashima | 100 metros | 12.80        | 15º          | Não avançou   | Não avançou   | Não avançou | Não avançou | Não avançou | 71º   |

## Natação
Masculino
| Atleta      | Evento      | Eliminatórias | Eliminatórias | Semifinal   | Semifinal   | Final       | Final       |
| Atleta      | Evento      | Tempo         | Pos.          | Tempo       | Pos.        | Tempo       | Pos.        |
| ----------- | ----------- | ------------- | ------------- | ----------- | ----------- | ----------- | ----------- |
| Amini Fonua | 100 m peito | 1:06:46       | 45º           | Não Avançou | Não Avançou | Não Avançou | Não Avançou |

Feminino
| Atleta         | Evento     | Eliminatórias | Eliminatórias | Semifinal   | Semifinal   | Final       | Final       |
| Atleta         | Evento     | Tempo         | Pos.          | Tempo       | Pos.        | Tempo       | Pos.        |
| -------------- | ---------- | ------------- | ------------- | ----------- | ----------- | ----------- | ----------- |
| Irene Prescott | 50 m livre | 28.68         | 61º           | Não Avançou | Não Avançou | Não Avançou | Não Avançou |

## Taekwondo
| Atleta          | Evento | Preliminares         | Quartas              | Semifinais           | Repescagem           | Disp. Bronze         | Final                | Posição |
| Atleta          | Evento | Adversário resultado | Adversário resultado | Adversário resultado | Adversário resultado | Adversário resultado | Adversário resultado | Posição |
| --------------- | ------ | -------------------- | -------------------- | -------------------- | -------------------- | -------------------- | -------------------- | ------- |
| Pita Taufatofua | +80 kg | IRI Mardani D 1-16   | Não avançou          | Não avançou          | Não avançou          | Não avançou          | Não avançou          | 11º     |

## Tiro com Arco
Masculino
| Atleta      | Evento     | Fase de Ranking | Fase de Ranking | Fase de 64               | Fase de 32           | OItavas              | Quartas              | Smifinais            | Finais               | Finais      |
| Atleta      | Evento     | Placar          | Pos.            | Adversário Resultado     | Adversário Resultado | Adversário Resultado | Adversário Resultado | Adversário Resultado | Adversário Resultado | Pos.        |
| ----------- | ---------- | --------------- | --------------- | ------------------------ | -------------------- | -------------------- | -------------------- | -------------------- | -------------------- | ----------- |
| Arne Jensen | Individual | 604             | 61º             | NED S van den Berg D 3-7 | Não avançou          | Não avançou          | Não avançou          | Não avançou          | Não avançou          | Não avançou |

Feminino
| Atleta           | Evento     | Fase de Ranking | Fase de Ranking | Fase de 64              | Fase de 32           | Oitavas              | Quartas              | Semifinais           | Finais               | Finais      |
| Atleta           | Evento     | Placar          | Pos.            | Adversário Resultado    | Adversário Resultado | Adversário Resultado | Adversário Resultado | Adversário Resultado | Adversário Resultado | Pos.        |
| ---------------- | ---------- | --------------- | --------------- | ----------------------- | -------------------- | -------------------- | -------------------- | -------------------- | -------------------- | ----------- |
| Lusitania Tatafu | Individual | 559             | 63º             | KOR Chang Hye-jin D 0-6 | Não avançou          | Não avançou          | Não avançou          | Não avançou          | Não avançou          | Não avançou |

## referências
1. ↑  «Japão nos Jogos Olímpicos de Verão de 2016». Portal Rio 2016. Consultado em 14 de agosto de 2016. Cópia arquivada em 6 de agosto de 2016